# Distichlis scoparia
Distichlis scoparia es una especie herbácea perenne perteneciente a la familia de las poáceas. Es originaria de  Argentina.  

## Taxonomía
Distichlis scoparia fue descrito por (Nees ex Kunth) Arechav. y publicado en Anales del Museo Nacional de Montevideo 1: 457, t. 58. 1897.
Etimología
Distichlis nombre genérico del género deriva del griego distichos  = (en 2 filas), refiriéndose a la notable filotaxis.
scoparia: epíteto latíno que significa "como escoba".
Sinonimia
- Distichlis scoparia f. erinacea Beetle
- Distichlis scoparia var. erinacea (Beetle) Nicora
- Distichlis scoparia var. scoparia
- Distichlis scoparia f. scoparia
- Poa scoparia Kunth
- Uniola scoparia (Kunth) Steud.[4][5]